# U věrného pastýře
U věrného pastýře (ve francouzském originále Le Fidèle Berger) je komická opera (opéra comique) o třech jednáních francouzského skladatele Adolpha-Charlese Adama na libreto Eugèna Scriba (1791-1861) a Julese-Henriho Vernoye de Saint-Georges (1799-1875). Poprvé byla uvedena v pařížském Théâtre de l'Opéra-Comique dne 6. ledna 1838.

## Vznik díla
Opera U věrného pastýře vznikla na konci 30. let 19. století, v době Adamovy největší popularity a úspěchů, čtyři roky po Chatě v Alpách a dva roky po Postilionovi z Lonjumeau a jen o pár měsíců dříve než Sládek prestonský. Patří k těm skladatelovým dílům, která měla značný úspěch i na mimofrancouzských jevištích.
V pražském Stavovském divadle měl "Věrný pastýř" premiéru 12. března 1839 v německém překladu C.A.L. von Lichtensteina (Zum treuen Schäfer), o 6. února 1846 se hrál poprvé též v Brně. V češtině se poprvé objevil až v Prozatímním divadle 17. prosince 1869 (překlad pořídil Emanuel Züngel).
Opera U věrného pastýře má předehru a zpěvní čísla proložená mluvenými dialogy ve třech dějstvích.

## Osoby
- Isidore Coquerel, cukrář v rue des Lombards, dům znamení "U dobrého pastýře"
- Madame Bergamotte, voňavkářka, jeho sousedka
- Angélique, její dcera
- Hrabě de Coaslin
- Hraběnka, jeho žena
- Serrefort, důstojník u policie
- Dubois, komorník hraběte
- Toinon, prodavačka v Coquerelově obchodě
- Trhovkyně, lid

## Děj opery

### 1. dějství
(Coquerelova cukrárna v Paříži)
V nově zřízené Coquerelově cukrárně s názvem "U věrného pastýře", rue des Lombards, Paříž, několik prodavaček balí bonbóny a horlivě je přitom ochutnává (sbor Ah! quel état plein de douceurs). Coquerel sám je zamilován do Angélique, která pracuje naproti přes ulici u své přísné matky, Madame Bergamotte; o sňatku však nemůže být řeči, Coquerel je jen nově usazený a zatím má jen dluhy. Obě právě přicházejí vybrat bonbóny, neboť Angélique má jít za kmotru (kuplety Je suis marraine!). Coquerel a Angélique zpívají rondo vychvalující cukrárnu (A plaire à chacun je m'attache). K rozhořčení všech zúčastněných krám na chvíli zaplní trhovkyně (sbor Pour nous quelle bonne aubaine a ansámbl Voyez-donc ces bégueules!).
Po jejich odchodu se do cukrárny uchýlí hrabě de Coaslin, aby odsud vilně vyhlížel Angélique (přičemž mu Coquerel vnutí tu či onu zakázku na cukrovinky). Hrabě se domnívá, že by se k Angélice mohl snáze přiblížit, kdyby ji místo přísné matky měl na starosti povolný manžel, a prostoduchý Coquerel je ideálním kandidátem. Hrabě cukráří slíbí, že jej doporučí svým přátelům, a Coquerelovi radost nad získáním mecenáše dodá odvahu napsat Angélice milostný dopis, jehož obsah sestaví ze znění "štestíček" přibalovaných k bonbónům (árie Amour, viens, je t'implore a kavatina Beauté cruelle, je soupire).
Angélique přináší Coquerelovi objednané rukavice na vyzkoušení, ale dlouho na romanci čas nemají, neboť Madame Bergamotte je dceři v patách a hodlá zkoušení rukavic sama dozorovat (trio Prenez un peu de patience!... Ah! quelle gêne!). Oba mladí lidé se nakonec odhodlají požádat Madame o povolení k sňatku, ale ta je odmítne (Enre nous deux point d'alliance). Madame Bergamotte má ve skutečnosti již připraveného jiného ženicha.
Tím je - aniž to ostatní vědí - policejní důstojník Serrefort. Ten právě přichází se zatykačem na Coquerela vydaným jménem Madame de Pompadour, která v jím zaslaných cukrovinkách nalezla satirickou báseň na sebe. To se právě hodí hraběti: u Madame de Pompadour sice zařídí Coquerelovo omilostnění, ale prozatím nechá Coqurela zatknout a dopravit do zámku Chaville (finále Nous voici prêts, nous voici tout).

### 2. dějství
(Sál v Chaville, na zámku hraběte de La Vrillière) Coquerel se domnívá, že jej odvezli do Bastily, a je překvapen jejím pohodlím (introdukce Rassurez-vous, soyez sans crainte... Tous ces cachots sont fort beaux!). Hrabě cukráře staví před volbu: buď zůstane vězněm v Bastile... nebo se ožení s cizí ženou a pak ihned odjede bez ní z Paříže; může založit továrnu na jablečné želé v Rouenu. Coquerel po zvážení obou možností souhlasí. Avšak když dohlížející Serrefort ke své zlosti zjistí, že zamýšlenou nevěstou má být jeho vlastní nastávající Angélique, nechá poslat anonymní zprávu hraběnce.
Coquerel a Angélique (s matkou) se potkávají a osvětlují si situaci. Oba mladí lidé jsou šťastni z nastávajícího sňatku (duo Il est aimable et tendre... Ah! si c'est un songe) - až na rouenskou část plánu. Angélique hraběti děkuje za dopomožení ke štěstí (kuplety Sa boutique est près de la nôtre), ten to ale nese nelibě: láska mezi cukrářem a Angélikou jde zcela proti smyslu jeho plánu. Chystá se proto sňatek odvolat, ale když je mu oznámen příjezd žárlivé hraběnky, uvědomuje si: Lépe když mne zde najde s mladým manželským párem, než se svobodnou dívkou... Hraběnka je totiž dcerou mocného ministra policie a není radno s ní žertovat. Sňatek tedy proběhne a hrabě manželce vysvětlí, že se jednalo z jeho strany o dobročinný skutek.
Hraběnka si nejprve vyčítá, že uvěřila pomluvám (kuplety Écoutez donc les calomnies). Jenže Coquerela pod falešnou záminkou odvezli a od plačící Angéliky získá hraběnka informace. které jí potvrdí původní podezření. Posílá Angéliku do domova nového manžela a se svým vlastním si to hodlá vyřídit sama: ve tmě Angéličina pokoje se hodlá vydávat za ni, až hrabě přijde.
Jenže první za Angélikou přijde Coquerel, který svým únoscům unikl. Situace plné rychlých nočních záměn (Coauerel i hrabě považují hraběnku za Angéliku) vyvrcholí zadržením Coquerela jako zloděje (finále Je tremble au fond de l'âme... Au voleur, au voleur!).

### 3. dějství
(Coquerelův byt nad cukrárnou) Angélique je sama v Coquerelově bytě a stěžuje si, že i novomanžel zanedbal (kavatina Ah! c'est bien la peine d'avoir un mari a kabaleta O ma mère). Přichází nejprve hraběnka (která má nepříjemný rozhovor s Madame Bergamotte) a pak i samotný Coquerel, který opět unikl při převozu a je ze zamotané situace zoufalý. Hraběnku považuje za vzdálenou příbuznou, která mu měla přijít vést domácnost, a hraběnce nečiní žádné potíže tuto úlohu přijmout a přesvědčit cukráře, aby řešení své situace ponechal na ní.
První shledání Coquerela a Angéliky nezačíná šťastně: ona mu vyčítá náhlé zmizení o svatebním obřadu, on se domnívá, že ji v noci překvapil v pokoji s hrabětem (duo Elle ose encore m'interroger ainsi?... C'est indigne! c'est infâme!), když se však do sporu na straně dcery vloží její matka (ansámbl Votre ton me choque), nezbývá Coquerelovi než podlehnout a Angéliku odprosit.
Cukrář se schová před přicházejícím hrabětem, který hovoří s Angélikou o předešlé noci. Rozhovor je přirozeně plný nedorozumění. Hrabě hoří nenávistí vůči Coquerelovi: sice uprchl, ale jeho mužové ho chytnou a odvedou do Bastily a "pokud se bude sebeméně vzpírat, ať ho zabijí, beze všeho zaplatím odškodnění: jeden cukrář, to činí deset écu". Avšak vrací se hraběnka a odhaluje dobrodružství svého muže. Nejen že hrabě musí na pomstu zapomenout, ale Coquerel (který může vylézt ze své skrýše) získává patent královnina dvorního cukráře. To vše se odehraje ve finále (Mon enfant, daignez, de grâce... Il est mort!), které končí zopakováním "cukrářské hymny" z prvního dějství.